# Gregor Golland
Gregor Goldand (né le 21 novembre 1974 à Brühl) est un homme politique allemand (CDU). Il est député du parlement de l'État de Rhénanie-du-Nord-Westphalie depuis 2010. Depuis le 11 juillet 2017, il est vice-président du groupe parlementaire CDU.

## Biographie
Gregor Golland grandit à Brühl et obtient son Abitur en 1994.
En 1994/95, il effectue son service militaire de base de 12 mois avec l'escadron de chasseurs-bombardiers 31 "Boelcke" (de). Il entame ensuite une carrière d'officier de réserve (de) dans l'armée de l'air, travaille dans des stations à Appen et Hammelburg et est formé à l'école des officiers de l'armée de l'air (de) (OSLw) à Fürstenfeldbruck. L'officier du renseignement effectue des exercices militaires à Bad Ems et à l'Académie de commandement de la Bundeswehr (FüAkBw) à Hambourg. Son grade actuel est celui de lieutenant-colonel de réserve.
De 1995 à 1998, il effectue un apprentissage de commis industriel chez Olefinwerke (de) à Wesseling. De 1998 à 2003, il étudie l'administration des affaires à l'Université de Cologne et à l'Université de l'Indiana à Bloomington (USA). Pendant ses études, il est boursier de la Fondation Konrad-Adenauer. Après avoir obtenu un diplôme en administration des affaires en 2003, Golland travaille comme chef de division chez ALDI en 2003/04. En 2004, il devient commis commercial à temps partiel dans les achats de matières premières chez RWE à Cologne. Il a ensuite rejoint la nouvelle filiale de RWE, innogy, qui appartient aujourd'hui à E.ON.
Gregor Golland est catholique romain et marié. Il a un fils et une fille. Il est membre de l'association étudiante catholique AV Rheinstein Cologne depuis 2002.

## Parti politique
Golland est membre de la CDU depuis 1990. En 2009, il est élu président de la CDU de l'arrondissement de Rhin-Erft, succédant à Michael Breuer. En outre, la même année, il devient vice-président de l'association de district CDU du Rhin moyen (Cologne, Bonn, Rhin-Erft, Leverkusen, Rhin-Sieg).
Dans la décision de 2010 pour la présidence d'État de la CDU de Rhénanie du Nord-Westphalie (de), Golland se positionne en faveur du candidat Norbert Röttgen, alors ministre fédéral de l'Environnement. En 2011, il est battu par son concurrent, l'eurodéputé Axel Voss, par un vote de 60 contre 31 lors de l'élection du parti pour succéder à Röttgen à la tête du district de la CDU-Rhin moyen.

## Activité de député

### Conseil d'arrondissement
En 2004, il est entré directement au conseil de l'arrondissement de Rhin-Erft pour la première fois et est réélu en 2009 et 2014. Depuis 2014, il est le premier vice-président du groupe parlementaire du CDU de l'arronssement. Il est également brièvement membre de la 13e assemblée régionale de Rhénanie.

### Parlement d'État
Lors des élections régionales de 2010 en Rhénanie-du-Nord-Westphalie, Golland remporte la 3e circonscription de l'arrondissement de Rhin-Erft (de) (circonscription 7). Avec 40,2 % des votes, il est élu au parlement d'État. Il est membre titulaire de la commission des affaires intérieures et membre suppléant de la commission principale, de la commission de la protection du climat, de l'environnement, de la conservation de la nature, de l'agriculture et de la protection des consommateurs et de la commission de l'économie, de l'énergie, de l'industrie, des PME et de l'artisanat de l'État. Parlement. Ses principaux sujets sont la police en Rhénanie-du-Nord-Westphalie et la lutte contre la criminalité. De 2010 à 2012, il est vice-président du Junge Gruppe  et représentant de la Bundeswehr au sein du groupe parlementaire CDU depuis 2010. Lors des élections régionales de 2012 en Rhénanie-du-Nord-Westphalie, Golland perd la candidature directe dans la 3e circonscription de Rhin-Erft, mais est élu au parlement via la liste d'État de la CDU. Il remporte le mandat direct aux élections régionales de 2017 avec 37,08 % des votes. Après l'élection, il devient président du Cycle du Rhin moyen. Cela comprend 13 députés du parlement d'État de Cologne, Bonn et Leverkusen ainsi que les arrondissements de Rhin-Erft et Rhin-Sieg. Lors des élections régionales de 2022, il est élu au parlement d'État dans la circonscription 7 (Rhin-Erft III) avec 37.1 % des votes.
Après les agressions sexuelles du Nouvel An 2015/16 à Cologne, Golland est le député du parlement d'État à donner une interview télévisée. Il a déclaré qu'il savait déjà de source interne à la police que les auteurs sont des réfugiés et qu'il l'a mentionné. Il est cité comme suit: "Soyons honnêtes: Mme Kraft serait apparue profondément affectée sur la Domplatte et aurait probablement fondu en larmes s'il s'était agi d'une foule de droite. Ce n'était tout simplement pas les bons auteurs".
Golland est proche de l'Union des valeurs conservatrices, qui s'oppose à la politique d'Angela Merkel. Golland explique lors d'une réunion avec des membres de l'Union des valeurs : "Ils ne se sentent juste plus chez eux comme avant. C'est pourquoi nous devons parler avec eux. Beaucoup pensent comme eux, mais n'osent pas le dire publiquement." 
En juillet 2021, Golland fait l'objet de critiques publiques après avoir été enregistré en train de plaisanter et de rire en arrière-plan avec l'administrateur Frank Rock et le ministre-président et candidat à la chancellerie Armin Laschet, lors d'un discours du président allemand Frank-Walter Steinmeier, qui s'est dit affecté par les conséquences des inondations catastrophiques à Erftstadt

## Divers
Il est membre du conseil de surveillance du Centre rhénan pour les surdoués à Brühl, membre suppléant de l'assemblée des actionnaires de la Société de transport de Rhin-Erft (de) à Bergheim et membre du conseil d'administration de la Caisse d'épargne d'arrondissement de Cologne (de). Il est également membre du comité de sélection de la Konrad-Adenauer-Foundation.